# Saison 6 de Winx Club
Chronologie
Saison 5 Saison 7
La sixième saison de la série d'animation Winx Club est diffusée sur la chaîne Nickelodeon à partir du 29 septembre 2013 et sur Rai 2 à partir du 6 janvier 2014 comprenant 26 épisodes.

## Épisodes
| № | #  | Titre                                                        | Première diffusion | Première diffusion | Code de prod. |
| № | #  | Titre                                                        | Italie             | France             | Code de prod. |
| --- | -- | ------------------------------------------------------------ | ------------------ | ------------------ | ------------- |
| 131 | 1  | Une pour toutes et toutes pour une L'ispirazione del Sirenix | 6 janvier 2014     | 25 octobre 2014    | 601           |
| Les Trix lancent un monstre contre Domino, que seule Daphné est capable de vaincre. De retour dans son corps physique, elle doute de ses capacités. Les Winx tentent de lui redonner confiance en ses pouvoirs.                                             |    |                                                              |                    |                    |               |
| 132 | 2  | Le Légendarium Legendarium                                   | 13 janvier 2014    | 25 octobre 2014    | 602           |
| C'est la rentrée des classes au collège d'Alfea. Les mini fées organisent une fête en l'honneur de la directrice. Au même moment, au collège des sorcières de Tour Nuage, une nouvelle élève dévoile son livre de légendes...                               |    |                                                              |                    |                    |               |
| 133 | 3  | La Tour Nuage s'envole Il collegio volante                   | 20 janvier 2014    | 26 octobre 2014    | 603           |
| Alors que Tour Nuage s'envole dans le ciel, les Winx se battent contre les Trix et Selina. Cette nouvelle sorcière possède le livre maléfique, le légendarium, avec lequel elle déchaîne les arbres humains...                                              |    |                                                              |                    |                    |               |
| 134 | 4  | La magie du courage Il potere Bloomix                        | 31 janvier 2014    | 26 octobre 2014    | 604           |
| Privées de leurs pouvoirs, les Winx se livrent à une intense préparation physique, afin de libérer l'école de Lynphea de l'emprise des Trix. |    |                                                              |                    |                    |               |
| 135 | 5  | Les lutins du Capharnaüm Golden Auditorium                   | 7 février 2014     | 29 octobre 2014    | 605           |
| Daphné et ses élèves visitent l'auditorium d'or. Mais sous ce lieu admirable de la musique, une grotte dite "du Capharnaüm" renferme des êtres aux cris stridents redoutables...                                                                            |    |                                                              |                    |                    |               |
| 136 | 6  | Le vortex de flammes I Mangiafuoco                           | 14 février 2014    | 1er novembre 2014  | 606           |
| Daphné s'apprête à être couronnée Princesse de Domino. Bloom est affaiblie par de violentes douleurs. La présence de Diaspro lors de la célébration inquiète...                                                                                             |    |                                                              |                    |                    |               |
| 137 | 7  | La bibliothèque perdue La biblioteca perduta                 | 17 février 2014    | 2 novembre 2014    | 607           |
| Seule la bonne fée sait comment éviter l'utilisation du Légendarium par des forces du mal. Celle-ci a rassemblé toutes les informations le concernant dans un journal, qui se trouve dans la bibliothèque perdue d'Alexandrie en Egypte...                  |    |                                                              |                    |                    |               |
| 138 | 8  | L'attaque du sphinx L'attacco della Sfinge                   | 24 février 2014    | 5 novembre 2014    | 608           |
| Les Winx parviennent à vaincre les momies en leur ôtant leurs bandages. Mais elles sont détournées de leur mission en Egypte par un autre danger. Selina donne vie au Sphinx, qui sème la panique dans la ville...                                          |    |                                                              |                    |                    |               |
| 139 | 9  | Le temple du dragon vert Il Tempio del Drago Verde           | 3 mars 2014        | 8 novembre 2014    | 609           |
| Les Winx parcourent la Chine, sur les traces d'Eldora, jusqu'au temple du dragon vert. Elles ignorent que leurs pires ennemies les accompagnent... |    |                                                              |                    |                    |               |
| 140 | 10 | La serre d'Eldora La serra di Alfea                          | 10 mars 2014       | 9 novembre 2014    | 610           |
| Eldora a été professeur à l'école d'Alfea, où elle enseignait la magie florale dans une serre aujourd'hui abandonnée. Les Winx explorent la fameuse serre...                                                                                                |    |                                                              |                    |                    |               |
| 141 | 11 | Les enfants de la nuit Sogni infranti                        | 17 mars 2014       | 12 novembre 2014   | 611           |
| Tandis que Flora continue ses recherches dans la serre d'Alfea, Bloom est piégée par les Trix sur Terre, à Gardenia. La ville est assiégée par des vampires, et au cours d'un bal gothique, plusieurs personnes tombent sur leur influence...               |    |                                                              |                    |                    |               |
| 142 | 12 | D'ombres et de lumières I figli della notte                  | 24 mars 2014       | 15 novembre 2014   | 612           |
| Les enfants de la nuit envahissent Gardénia et capturent Bloom, Layla, Flora, Musa et Tecna. Ils enferment ensuite les fées dans un ancien manoir, afin d'absorber leur énergie vitale...                                                                   |    |                                                              |                    |                    |               |
| 143 | 13 | La bonne fée La Fata Madrina                                 | 30 mars 2014       | 16 novembre 2014   | 613           |
| Au cours de leur enfance, Bloom et Selima jouaient ensemble dans la forêt de la fée Eldora. Celle-ci est devenue leur Fée-Marraine. Selima dévie de sa destinée de bonne fée lorsqu'Eldora lui montre le légendarium...                                     |    |                                                              |                    |                    |               |
| 144 | 14 | Mythix                                                       | 7 avril 2014       | 19 novembre 2014   | 614           |
| Bloom présente sa Fée-Marraine à sa famille. Mais c'est le jour de la fête des mères et elle semble l'avoir oublié.. |    |                                                              |                    |                    |               |
| 145 | 15 | Le mystère de Calavera Il mistero di Calavera                | 31 juillet 2014    | 22 novembre 2014   | 615           |
| Les Winx cherchent l'émeraude fantastique des pirates de l'Oculta. Le navire est échoué près de l'île Calavera et ses pirates sont devenus des zombies. Leur trésor est caché dans le monde du légendarium...                                               |    |                                                              |                    |                    |               |
| 146 | 16 | L'invasion zombie L'invasione degli zombie                   | 1er août 2014      | 23 novembre 2014   | 616           |
| Les Winx sont attaquées par les Trix et les pirates zombies dans le monde du légendarium. Eldora les informe qu'en restant trop longtemps dans ce monde, elles y seront bloquées à jamais. Les Trix entendent quittent alors le légendarium...              |    |                                                              |                    |                    |               |
| 147 | 17 | La malédiction de Boismaudit La maledizione di Fearwood      | 1er août 2014      | 23 novembre 2014   | 617           |
| Afin de refermer le légendarium à tout jamais, les Winx et les Spécialistes ont besoin d'un totem et une lance d'argent, cachés dans les forêts du Canada. Furieuses, les Trix réveillent des loups-garous des bois...                                      |    |                                                              |                    |                    |               |
| 148 | 18 | Le totem magique Il totem magico                             | 1er août 2014      | 26 novembre 2014   | 618           |
| Icy transforme Helia en glace et lui implante un fragment de glace dans le coeur. Flora et les fées le sortent du royaume des glaces et luttent pour lui faire retrouver sa véritable nature...                                                             |    |                                                              |                    |                    |               |
| 149 | 19 | Reine d'un jour Regina per un giorno                         | 2 août 2014        | 6 décembre 2014    | 619           |
| C'est un jour exceptionnel à Solaria, les trois soleils sont alignés dans le ciel. La tradition impose au roi de laisser son trône à son enfant, le temps d'une journée. Stella devient donc reine...                                                       |    |                                                              |                    |                    |               |
| 150 | 20 | Le monstre glouton Il banchetto di Solaria                   | 2 août 2014        | 6 décembre 2014    | 620           |
| Stella parvient à sortir du labyrinthe du légendarium. De retour à Solaria, elle espère se faire pardonner pour sa mauvaise conduite en tant que reine. Brandon lui en veut beaucoup...                                                                     |    |                                                              |                    |                    |               |
| 151 | 21 | Un amour monstrueux Un amore mostruoso                       | 2 août 2014        | 7 décembre 2014    | 621           |
| Les Winx sont à Zenith-Ville dans l'espoir d'obtenir un localisateur spectrographique. Mais Selina laisse le monstre de Frankenstein s'échapper du légendarium, qui commence à dévaster la ville..                                                          |    |                                                              |                    |                    |               |
| 152 | 22 | Les instruments magiques Music Café                          | 3 août 2014        | 7 décembre 2014    | 622           |
| Chacune des Winx possède un endroit où donner libre cours à sa magie, sauf Musa. Elle trouve une salle désertée, où sommeillent des instruments de musique aux pouvoirs magiques extraordinaires...                                                         |    |                                                              |                    |                    |               |
| 153 | 23 | L'hymne d'Alféa L'inno di Alfea                              | 3 août 2014        | 8 décembre 2014    | 623           |
| Alors que les Winx bataillent pour récupérer la voix de Musa, les Trix se préparent à lancer une attaque contre Alféa grâce à un tout nouveau sort. De son côté, Riven se bat avec ses démons intérieurs et cogite sur son avenir parmi les Spécialistes... |    |                                                              |                    |                    |               |
| 154 | 24 | Un duel de légende Scontro fra campioni                      | 3 août 2014        | 10 décembre 2014   | 624           |
| Les Winx cherchent un objet magique à échanger contre la clé du Légendarium. Du côté des Trix, Icy transmet à Kanika et sa bande le pouvoir d'invisibilité de la Tour Nuage, pour aller détruire Alféa...                                                   |    |                                                              |                    |                    |               |
| 155 | 25 | Achéron Acheron                                              | 3 août 2014        | 10 décembre 2014   | 625           |
| Daphné et Thoren se marient. De son côté, Selina fait revenir Achéron dans la dimension magique. Bloom l'affronte et cherche le moyen de récupérer la clé du Légendarium...                                                                                 |    |                                                              |                    |                    |               |
| 156 | 26 | Winx pour la vie Winx per sempre                             | 4 août 2014        | 10 décembre 2014   | 626           |
| Bloom est coincée avec les Trix dans le monde du Légendarium. En attendant son retour, Selina et les Winx font face à une créature invoquée par Achéron...                                                                                                  |    |                                                              |                    |                    |               |